# Chordariaceae
Famille
La famille des Chordariaceae est une famille d’algues brunes de l’ordre des Ectocarpales.

## Étymologie
Le nom vient du genre type Chordaria, composé du préfixe latin "chorda-", corde, et du suffixe latin "-aria", « relatif à ; originaire de », en référence à la forme de l'algue qui fait penser à une corde.

## Liste des genres
Selon AlgaeBase (5 février 2019) :
- Acrocytis Rosenvinge
- Acrospongium Schiffner
- Acrothrix Kylin
- Acrotrichium Womersley & Skinner
- Actinema Reinsch
- Adriogloia Ercegovic
- Aegira Fries
- Ascocyclus Magnus
- Ascoseirophila A.F.Peters
- Asperococcus J.V.Lamouroux
- Australofilum A.F.Peters
- Bactrophora J.Agardh
- Botrytella Bory
- Buffhamia Batters
- Carmichaelia Greville
- Castagnea A.Derbès & A.Solier
- Chilionema Sauvageau
- Chordaria C.Agardh
- Chuckchia R.T.Wilce, P.M.Pedersen & Sekida
- Cladochroa Skottsberg
- Cladosiphon Kützing
- Cladothele J.D.Hooker & Harvey
- Clathrodiscus Hamel
- Clavatella Bory
- Climacosorus Sauvageau
- Coelocladia Rosenvinge
- Coilodesme Strømfelt
- Coilonema Areschoug
- Compsonema Kuckuck
- Corycus Kjellman
- Corynephora C.Agardh
- Corynophlaea Kützing
- Cylindrocarpus P.Crouan & H.Crouan
- Dalmatogloia Ercegovic
- Delamarea Hariot
- Dermatocelis Rosenvinge
- Desmotrichum Kützing
- Dichosporangium Hauck
- Dictyosiphon Greville
- Diplostromium Kützing
- Ectocarpidium Sperk
- Elachista Duby
- Elachistiella Cassano, Yoneshigue-Valentin & M.J.Wynne
- Encoelium C.Agardh
- Endodictyon Gran
- Entonema Reinsch
- Eudesme J.Agardh
- Farlowiella Kornmann
- Flabellonema Skinner & Womersley
- Fosliea Reinke
- Giraudya Derbès & Solier
- Gonodia Nieuwland
- Gononema Kuckuck & Skottsberg
- Gontrania Sauvageau
- Halodictyon Kützing
- Haloglossum Kützing
- Halonema Jaasund
- Halorhipis D.A.Saunders
- Halorhiza Kützing
- Halothrix Reinke
- Hamelella Børgesen
- Haplogloia Levring
- Hecatonema Sauvageau
- Heterophycus Trevisan
- Heterosaundersella Tokida
- Homeostroma J.Agardh
- Hummia J.Fiore
- Isthmoplea Kjellman
- Kjellmania Reinke
- Kolderupia S.Lund
- Kuetzingiella Kornmann
- Kurogiella H.Kawai
- Laminariocolax Kylin
- Laminarionema H.Kawai & M.Tokuyama
- Leathesia S.F.Gray
- Leblondiella Hamel
- Leptonema Reinke
- Leptonematella P.C.Silva
- Levringia Kylin
- Liebmannia J.Agardh
- Litosiphon Harvey
- Melastictis Reinsch
- Meneghiniella Setchell & N.L.Gardner
- Mesogloia C.Agardh
- Mesogloiopsis Womersley & A.Bailey
- Microcoryne Strömfelt
- Microspongium Reinke
- Mikrosyphar Kuckuck
- Monosiphon L.Volkov
- Myriactis Kützing
- Myriactula Kuntze
- Myriocladia J.Agardh
- Myriogloea Kuckuck ex Oltmanns
- Myrionema Greville
- Myrionemopsis P.J.L.Dangeard
- Myriotrichia Harvey
- Nemacystus Derbès & Solier
- Neoleptonema E.-Y.Lee & I.K.Lee
- Omphalophyllum Rosenvinge
- Papenfussiella Kylin
- Phacochorda Trevisan
- Phaearthron P.M.Pedersen
- Phaeocladia Gran
- Phaeophysema A.Tanaka, S.Uwai & H. Kawai
- Phaeosphaerium Kjellman
- Phaeostroma Kuckuck
- Phaeostromatella P.J.L.Dangeard
- Philippia Kuckuck
- Philippiella P.C.Silva
- Phloeospora Areschoug
- Phycocelis Strömfelt
- Phycolapathum Kützing
- Phycophila Kützing
- Phymacium Link
- Physematoplea Kjellman
- Pilinia Kützing
- Pilocladus Kornmann
- Polycerea J.Agardh
- Polytretus Sauvageau
- Portphillipia P.C.Silva
- Proselachista Y.P.Lee & Garbary
- Protasperococcus Sauvageau
- Protectocarpus Kornmann
- Prototilopteris Funk
- Punctaria Greville
- Rhadinocladia Schuh
- Saundersella Kylin
- Sauvageaugloia Hamel ex Kylin
- Soranthera Postels & Ruprecht
- Sorocarpus Pringsheim
- Spermatochnus Kützing
- Sphaerotrichia Kylin
- Stictyosiphon Kützing
- Stilophora J.Agardh
- Stilopsis Kuckuck
- Streblonema Derbès & Solier
- Streblonemopsis Valiante
- Strepsithalia Bornet ex Sauvageau
- Striaria Greville
- Suringaria Kylin
- Suringariella Womersley & A.Bailey
- Symphoricoccus Reinke
- Tinocladia Kylin
- Trachynema P.M.Pedersen
- Trichocladia Harvey
- Ulonema Foslie
- Vimineoleathesia A.Tanaka, S.Uwai & H.Kawai
- Waerniella Kylin
- Xanthosiphonia J.Agardh
- Zonarina Ørsted
- Zonarius Ørsted

Selon Catalogue of Life (5 février 2019) :
- Acrocytis
- Acrospongium
- Acrothrix
- Acrotrichium
- Actinema
- Adriogloia
- Ascocyclus
- Ascoseirophila
- Asperococcus
- Botrytella
- Buffhamia
- Chilionema
- Chordaria
- Chukchia
- Cladochroa
- Cladosiphon
- Cladothele
- Clathrodiscus
- Climacosorus
- Coelocladia
- Coilodesme
- Corycus
- Corynophlaea
- Cylindrocarpus
- Dalmatogloia
- Delamarea
- Dermatocelis
- Desmotrichum
- Dichosporangium
- Dictyosiphon
- Elachista
- Elachistiella
- Entonema
- Eudesme
- Flabellonema
- Fosliea
- Giraudia
- Gononema
- Gontrania
- Halonema
- Halorhipis
- Halorhiza
- Halothrix
- Hamelella
- Hecatonema
- Heterophycus
- Heterosaundersella
- Hummia
- Isthmoplea
- Kolderupia
- Kurogiella
- Laminariocolax
- Laminarionema
- Leathesia
- Leblondiella
- Leptonematella
- Levringia
- Liebmannia
- Litosiphon
- Melanosiphon
- Melastictis
- Mesogloia
- Mesogloiopsis
- Microcoryne
- Microspongium
- Microsporangium
- Mikrosyphar
- Myelophycus
- Myriactis
- Myriactula
- Myriocladia
- Myriogloea
- Myrionema
- Myriotrichia
- Nemacystus
- Neoleptonema
- Omphalophyllum
- Papenfussiella
- Phaeophysema
- Phaeostromatella
- Phycocelis
- Pilocladus
- Platysiphon
- Polycerea
- Proselachista
- Protasperococcus
- Protectocarpus
- Punctaria
- Rhadinocladia
- Saundersella
- Sauvageaugloia
- Soranthera
- Spermatochnus
- Sphaerotrichia
- Stictyosiphon
- Stilophora
- Stilopsis
- Streblonemopsis
- Strepsithalia
- Striaria
- Suringariella
- Tinocladia
- Trachynema
- Ulonema
- Vimineoleathesia
- Zeacarpa
- Zonarina
- Zonarius
- Zosterocarpus

Selon World Register of Marine Species (5 février 2019) :
- Acrocytis Rosenvinge, 1933
- Acrospongium Schiffner, 1916
- Acrothrix Kylin, 1907
- Acrotrichium Womersley & Skinner, 1987
- Actinema Reinsch, 1874-1875
- Adriogloia Ercegovic, 1955
- Ascocyclus Magnus, 1874
- Ascoseirophila A.F.Peters, 2003
- Asperococcus J.V.Lamouroux, 1813
- Botrytella Bory de Saint-Vincent, 1822
- Buffhamia Batters, 1895
- Castagnea A.Derbès & A.Solier, 1851
- Chilionema Sauvageau, 1898
- Chordaria C.Agardh, 1817
- Chukchia R.T.Wilce, P.M.Pedersen & Sekida, 2009
- Cladochroa Skottsberg, 1921
- Cladosiphon Kützing, 1843
- Cladothele J.D.Hooker & Harvey, 1845
- Clathrodiscus Hamel, 1935
- Climacosorus Sauvageau, 1933
- Coelocladia Rosenvinge, 1893
- Coilodesme Strømfelt, 1886
- Compsonema Kuckuck, 1899
- Corycus Kjellman, 1889
- Corynophlaea Kützing, 1843
- Cylindrocarpus P.L.Crouan & H.M.Crouan, 1851
- Dalmatogloia Ercegovic, 1955
- Delamarea Hariot, 1889
- Dermatocelis Rosenvinge, 1898
- Desmotrichum Kützing, 1845
- Dichosporangium Hauck, 1884
- Dictyosiphon Greville, 1830
- Elachista Duby, 1830
- Elachistiella Cassano, Yoneshigue-Valentin & M.J.Wynne, 2004
- Entonema Reinsch, 1875
- Eudesme J.Agardh, 1882
- Flabellonema Skinner & Womersley, 1984
- Fosliea Reinke, 1891
- Giraudya Derbès & Solier, 1851
- Gononema Kuckuck & Skottsberg, 1921
- Gontrania Sauvageau, 1936
- Halonema Jaasund, 1951
- Halorhipis Saunders, 1898
- Halorhiza Kützing, 1843
- Halothrix Reinke, 1888
- Hamelella Børgesen, 1942
- Hecatonema Sauvageau, 1898 '1897'
- Heterophycus Trevisan, 1848
- Heterosaundersella Tokida, 1942
- Hummia J.Fiore, 1975
- Isthmoplea Kjellman, 1877
- Kolderupia S.Lund, 1959
- Kurogiella Kawai, 1993
- Laminariocolax Kylin, 1947
- Laminarionema Kawai & Tokuyama, 1995
- Leathesia S.F.Gray, 1821
- Leblondiella G.Hamel, 1939
- Leptonematella P.C.Silva, 1959
- Levringia Kylin, 1940
- Liebmannia J.Agardh, 1842
- Litosiphon Harvey, 1849
- Melanosiphon M.J.Wynne, 1969
- Melastictis Reinsch, 1890
- Mesogloia C.Agardh, 1817
- Mesogloiopsis Womersley & Bailey, 1987
- Microcoryne Strömfelt, 1888
- Microspongium Reinke, 1888
- Microsporangium
- Mikrosyphar Kuckuck, 1895
- Monosiphon L.Volkov, 1916
- Myelophycus Kjellman, 1893
- Myriactula Kuntze, 1898
- Myriocladia J.Agardh, 1841
- Myriogloea P.Kuckuck ex F.Oltmanns, 1922
- Myrionema Greville, 1827
- Myriotrichia Harvey, 1834
- Nemacystus Derbès & Solier, 1850
- Neoleptonema E.-Y.Lee & I.K.Lee, 2002
- Omphalophyllum Rosenvinge, 1893
- Papenfussiella Kylin, 1940
- Phaeophysema A.Tanaka, S.Uwai & H. Kawai, 2010
- Phaeostromatella P.(J.L.) Dangeard, 1970
- Phycocelis Strömfelt, 1888
- Pilinia Kützing, 1843
- Pilocladus Kornmann, 1954
- Platysiphon Wilce, 1962
- Polycerea J.Agardh, 1882
- Proselachista Y.P.Lee & Garbary, 1999
- Protasperococcus Sauvageau, 1931
- Protectocarpus Kornmann, 1955
- Punctaria Greville, 1830
- Rhadinocladia Schuh, 1900
- Saundersella Kylin, 1940
- Sauvageaugloia G.Hamel ex Kylin, 1940
- Soranthera Postels & Ruprecht, 1840
- Spermatochnus Kützing, 1843
- Sphaerotrichia Kylin, 1940
- Stictyosiphon Kützing, 1843
- Stilophora J.Agardh, 1841
- Stilopsis Kuckuck, 1929
- Streblonemopsis R.Valiante, 1883
- Strepsithalia Bornet ex Sauvageau, 1896
- Striaria Greville, 1828
- Suringariella Womersley & Bailey, 1987
- Tinocladia Kylin, 1940
- Trachynema P.-M.Pedersen, 1985
- Ulonema Foslie, 1893
- Vimineoleathesia A.Tanaka, S.Uwai & H. Kawai, 2010
- Zeacarpa Anderson, Simons & Bolton, 1988
- Zonarina Ørsted
- Zonarius Ørsted
- Zosterocarpus Bornet, 1890

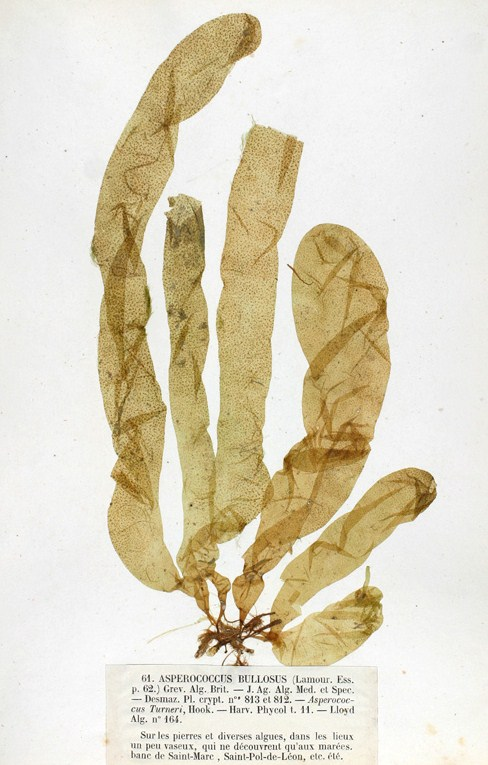
Asperococcus bullosus, planche de l'herbier des frères Crouan (Pierre-Louis et Hippolyte-Marie).
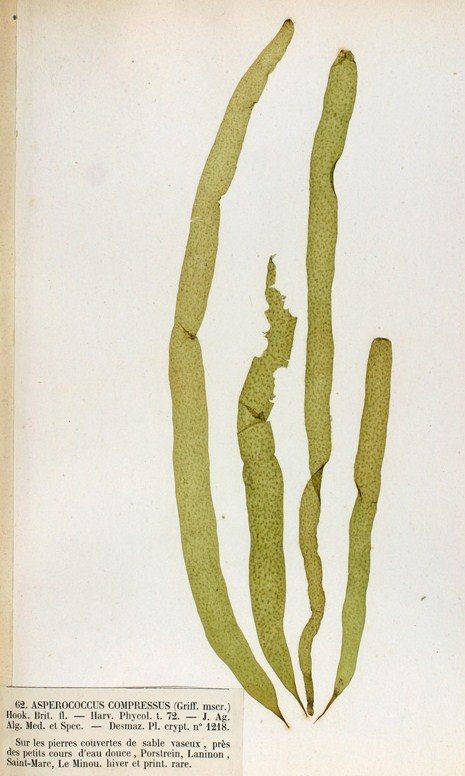
Asperococcus ensiformis, planche de l'herbier des frères Crouan (Pierre-Louis et Hippolyte-Marie).
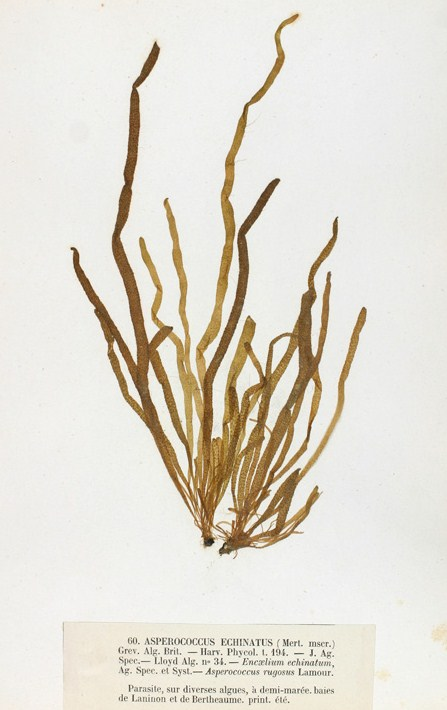
Asperococcus fistulosus, planche de l'herbier des frères Crouan (Pierre-Louis et Hippolyte-Marie).
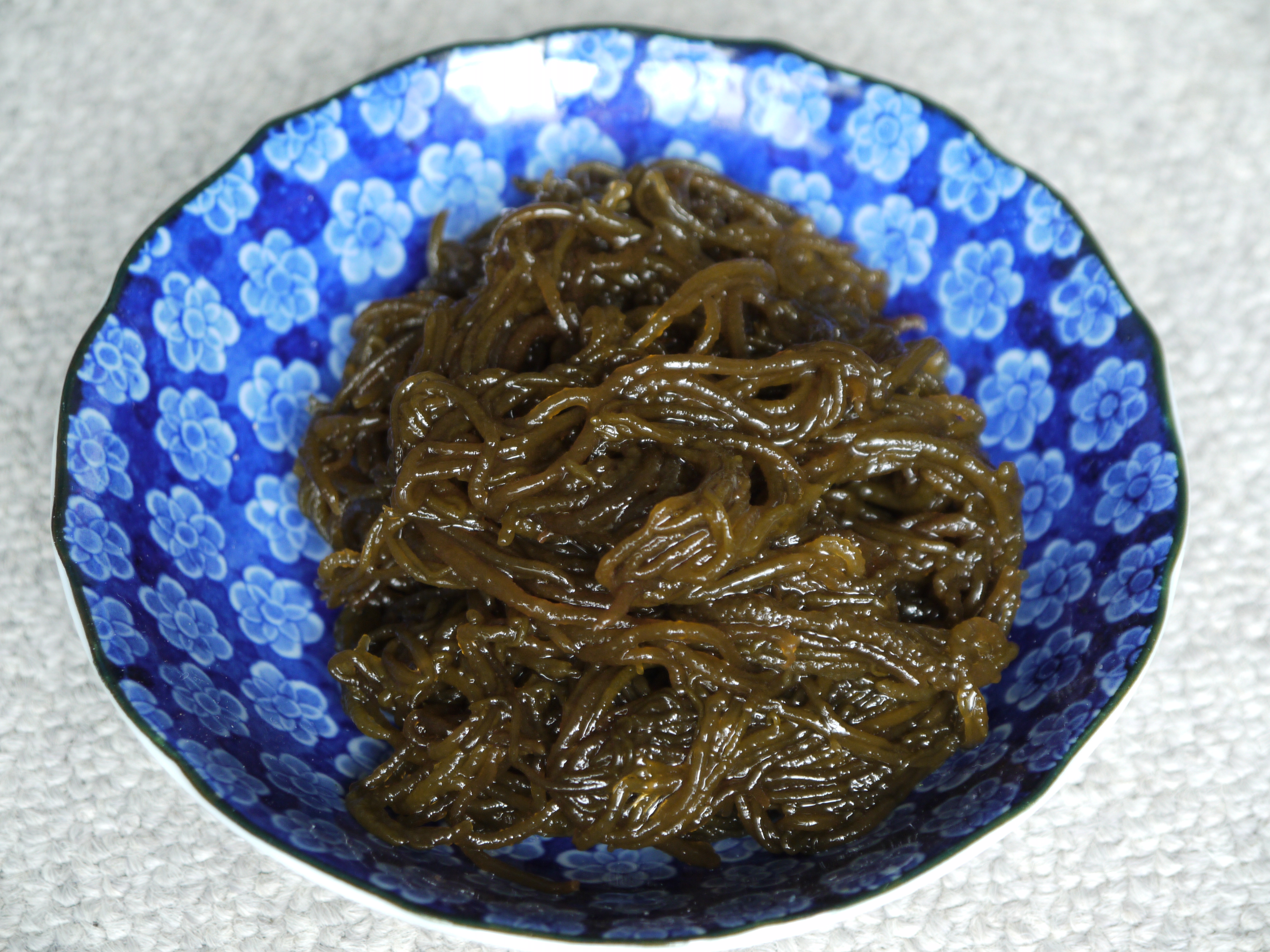
Mozuku, plat japonais avec ici : Cladosiphon okamuranus.
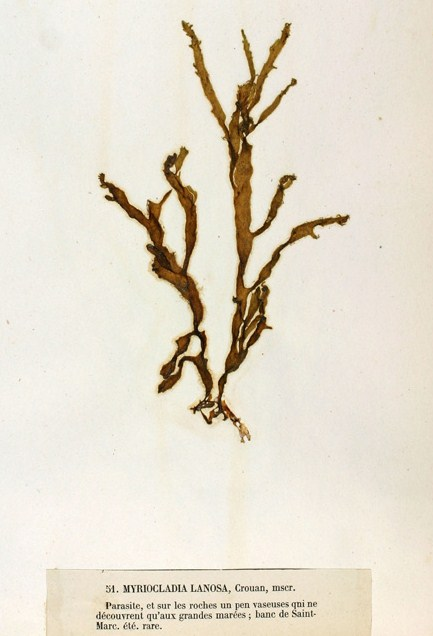
Cladosiphon zosterae, planche de l'herbier des frères Crouan (Pierre-Louis et Hippolyte-Marie).
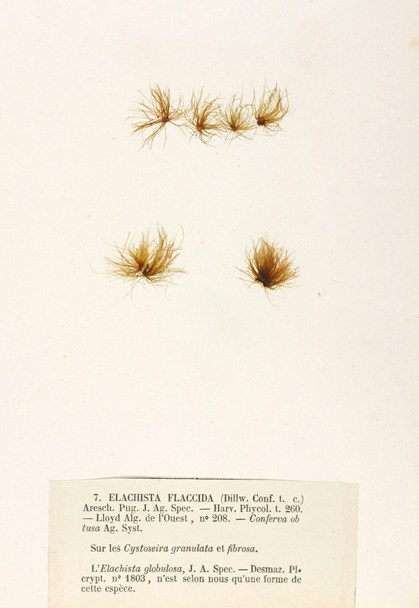
Elachista flaccida, planche de l'herbier des frères Crouan (Pierre-Louis et Hippolyte-Marie).
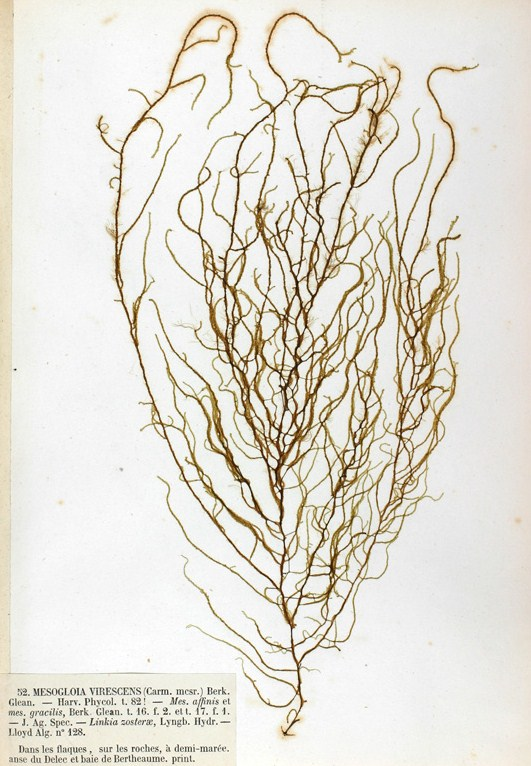
Eudesme virescens, planche de l'herbier des frères Crouan (Pierre-Louis et Hippolyte-Marie).
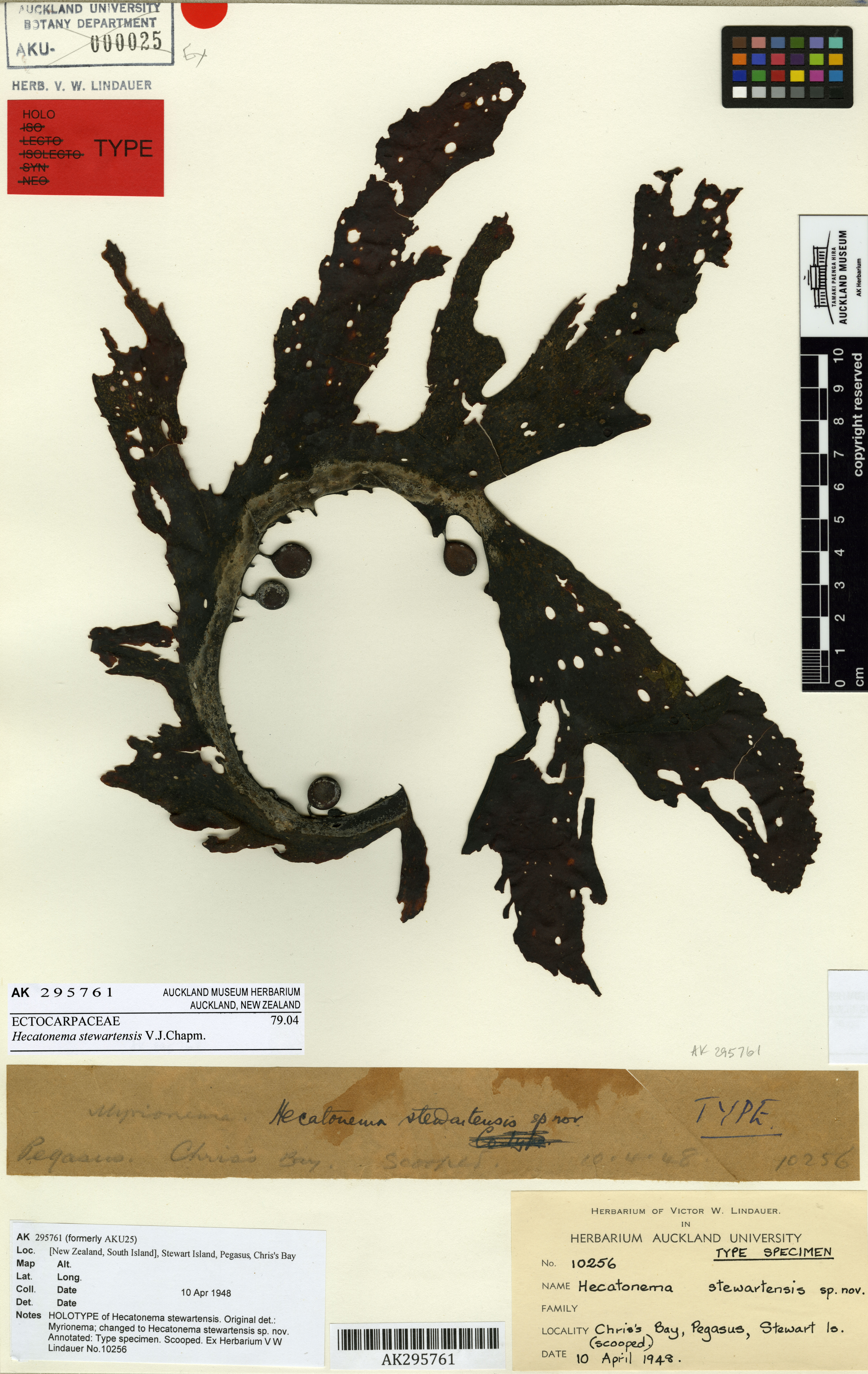
Hecatonema stewartensis, planche de l'herbier du Musée du mémorial de guerre d'Auckland.
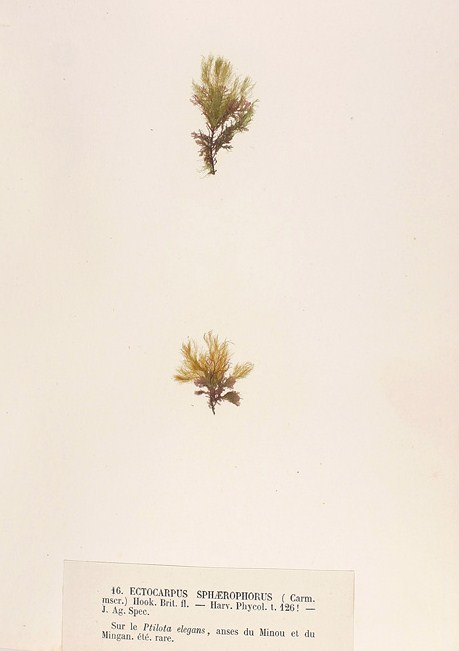
Isthmoplea sphaerophora, planche de l'herbier des frères Crouan (Pierre-Louis et Hippolyte-Marie).
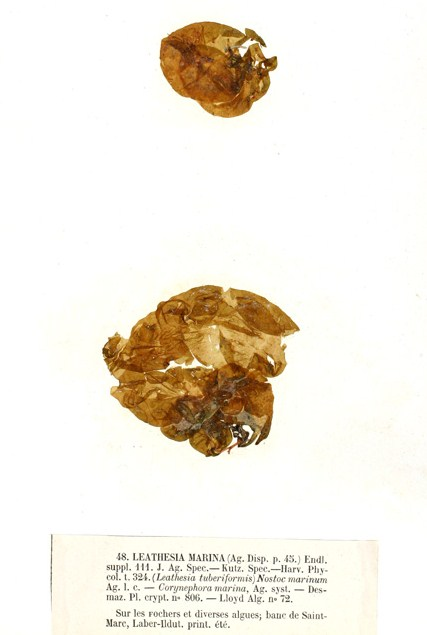
Leathesia marina, planche de l'herbier des frères Crouan (Pierre-Louis et Hippolyte-Marie).
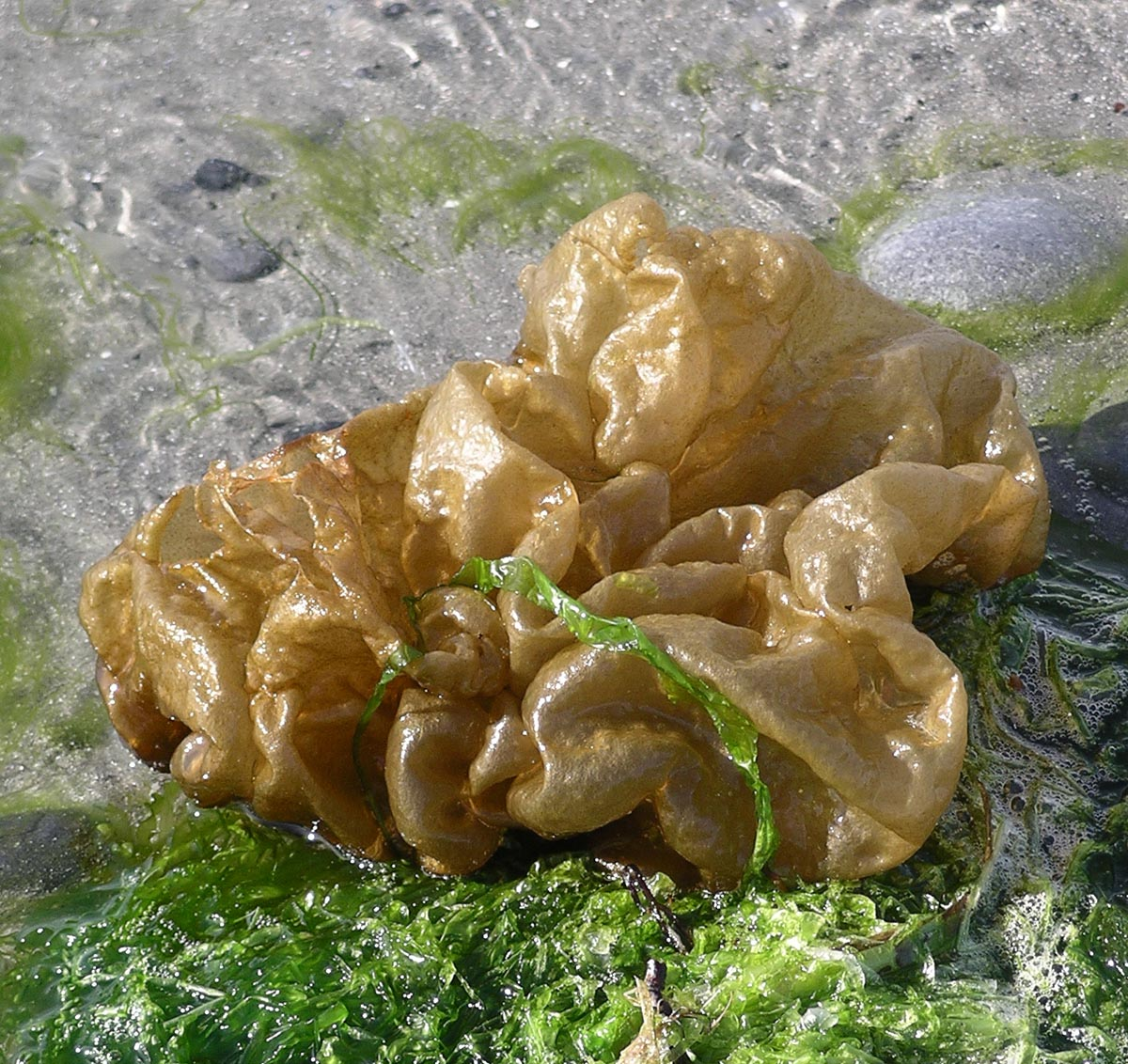
Photographie de Leathesia marina
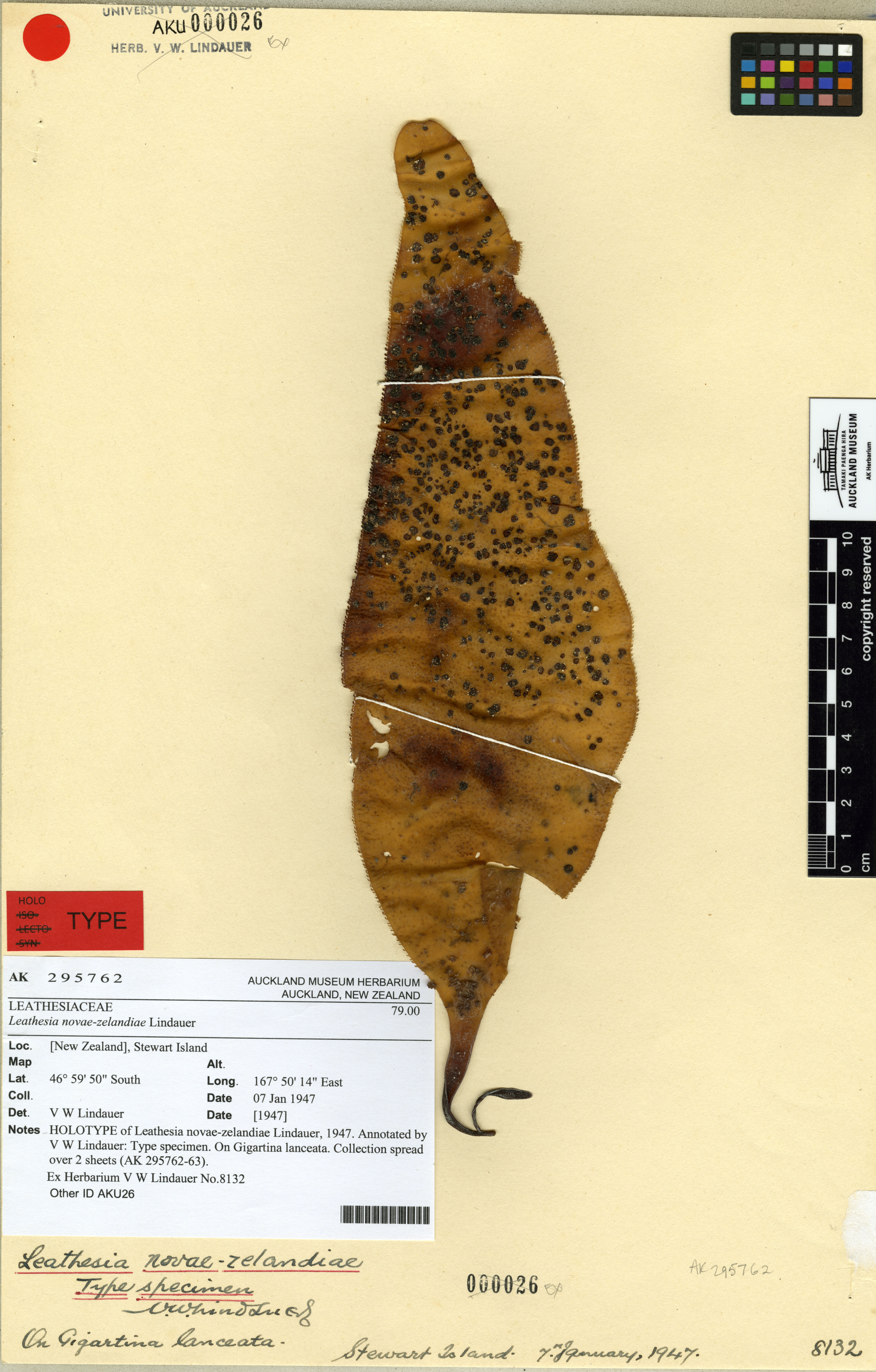
Leathesia novae-zelandiae, planche de l'herbier du Musée du mémorial de guerre d'Auckland.
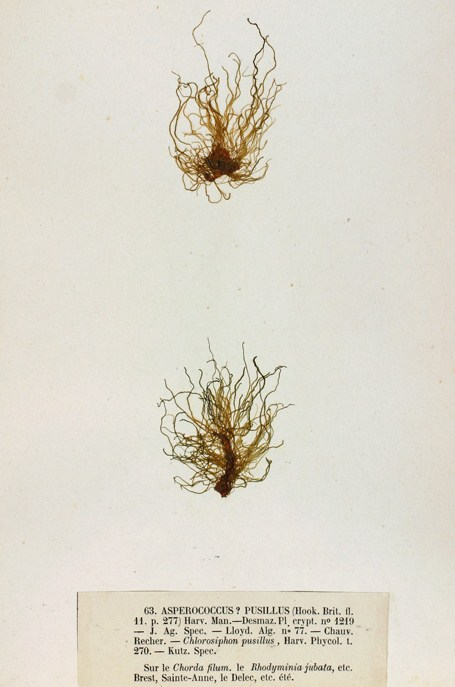
Litosiphon laminariae, planche de l'herbier des frères Crouan (Pierre-Louis et Hippolyte-Marie).
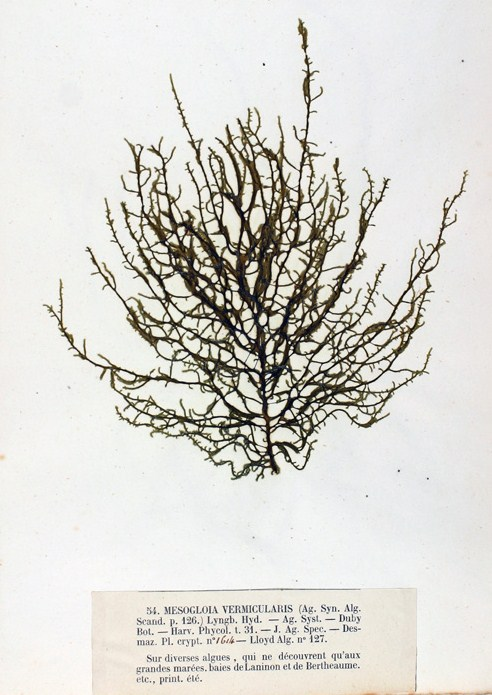
Mesogloia vermiculata, planche de l'herbier des frères Crouan (Pierre-Louis et Hippolyte-Marie).
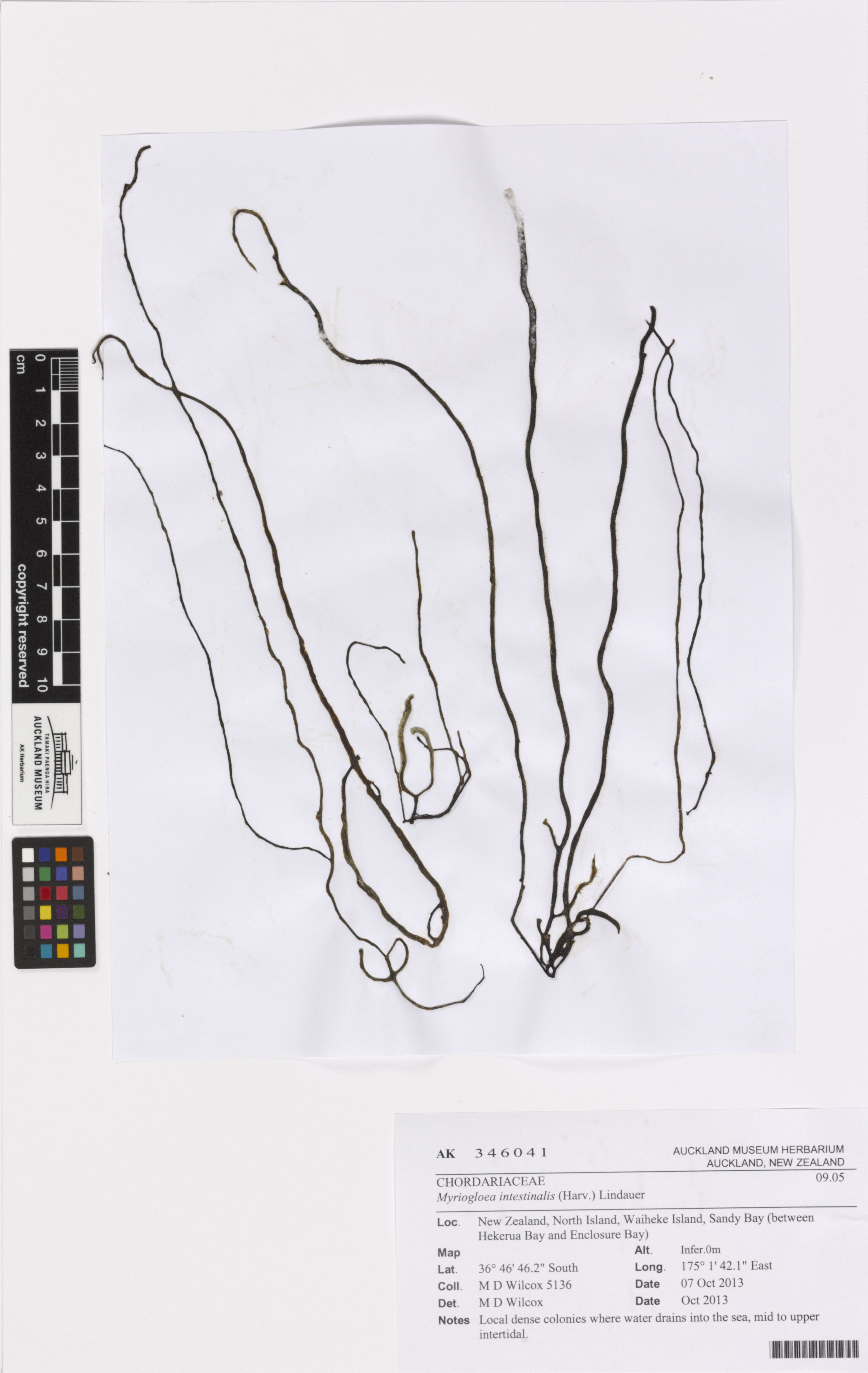
Myriogloea intestinalis, planche de l'herbier du Musée du mémorial de guerre d'Auckland.
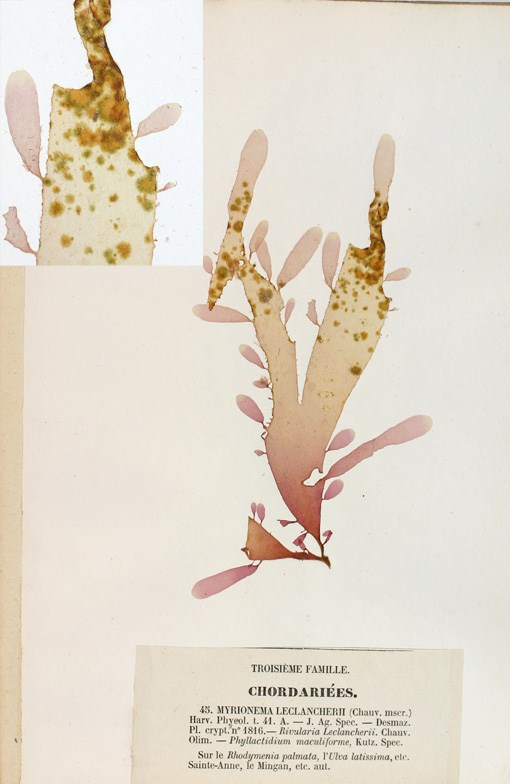
Myrionema leclancherii (sur Palmaria palmata), planche de l'herbier des frères Crouan (Pierre-Louis et Hippolyte-Marie).
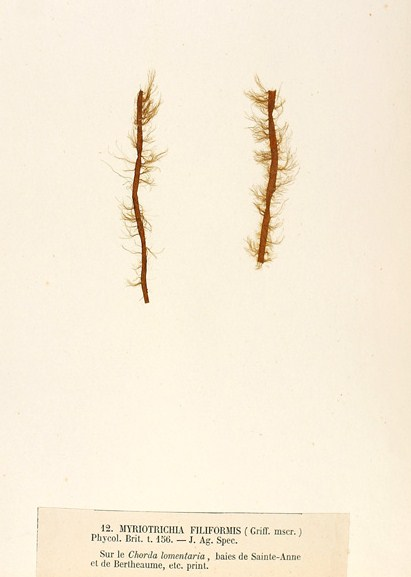
Myriotrichia claviformis (sur Scytosiphon lomentaria), planche de l'herbier des frères Crouan (Pierre-Louis et Hippolyte-Marie).
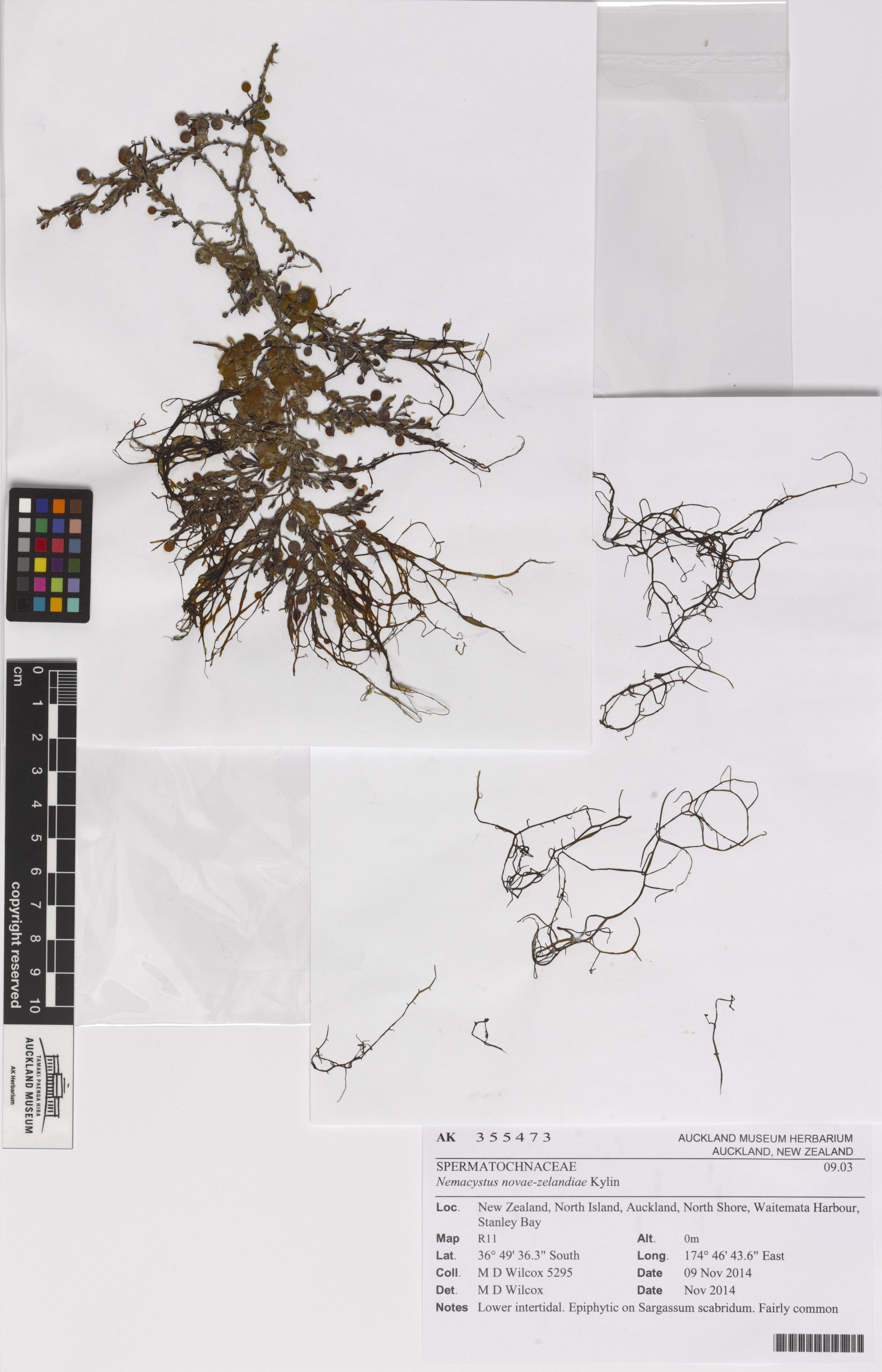
Nemacystus novae-zelandiae, planche de l'herbier du Musée du mémorial de guerre d'Auckland.
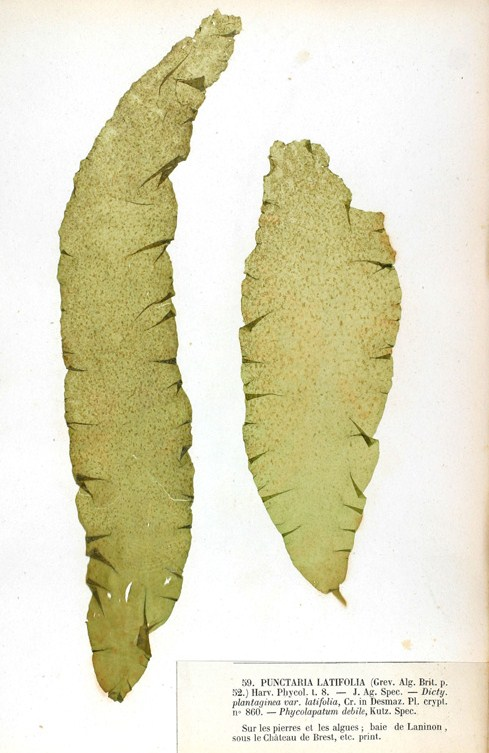
Punctaria latifolia, planche de l'herbier des frères Crouan (Pierre-Louis et Hippolyte-Marie).
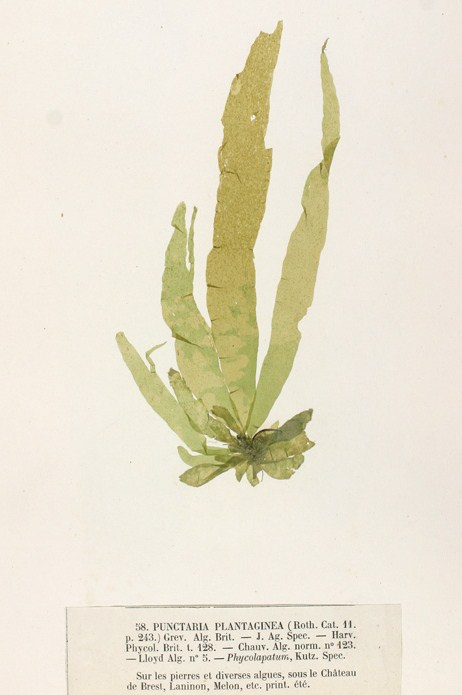
Punctaria plantaginea, planche de l'herbier des frères Crouan (Pierre-Louis et Hippolyte-Marie).
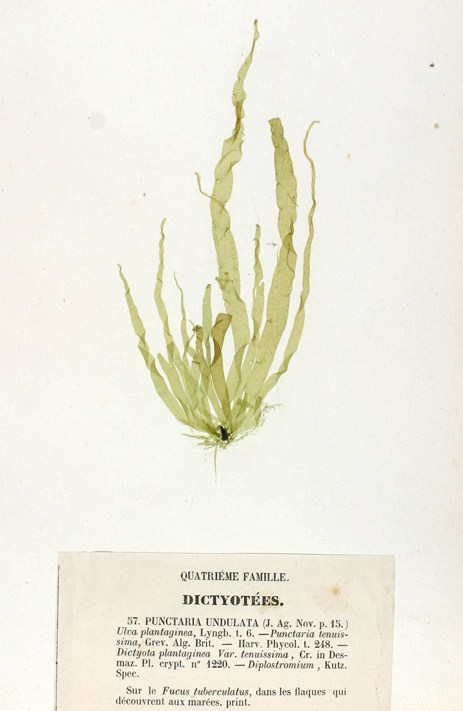
Punctaria undulata, planche de l'herbier des frères Crouan (Pierre-Louis et Hippolyte-Marie).
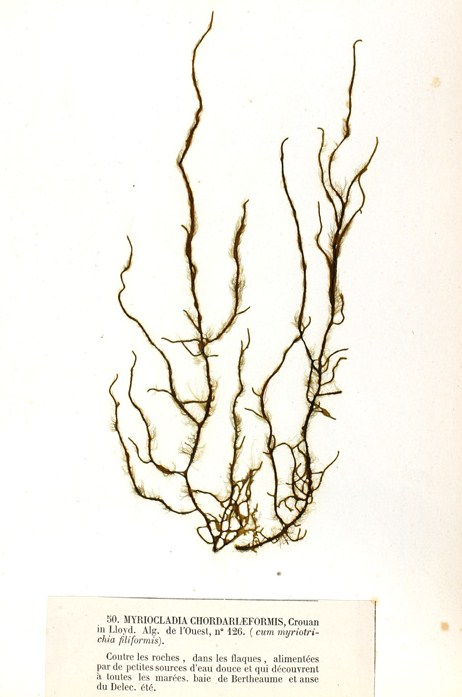
Sauvageaugloia divaricata, planche de l'herbier des frères Crouan (Pierre-Louis et Hippolyte-Marie).
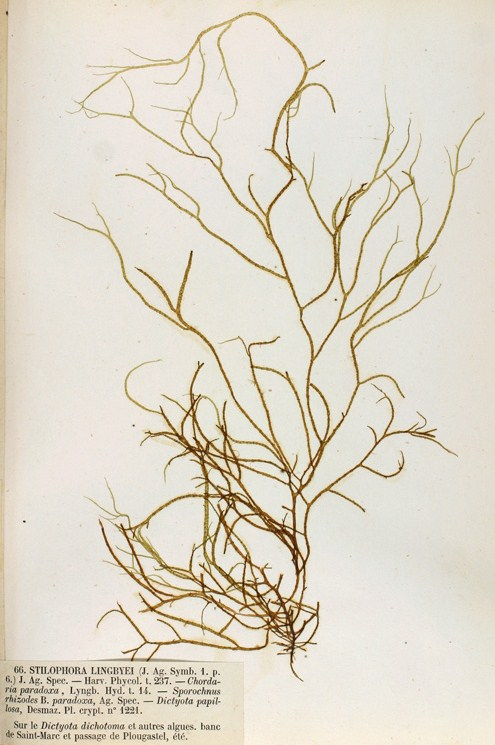
Spermatochnus paradoxus, planche de l'herbier des frères Crouan (Pierre-Louis et Hippolyte-Marie).
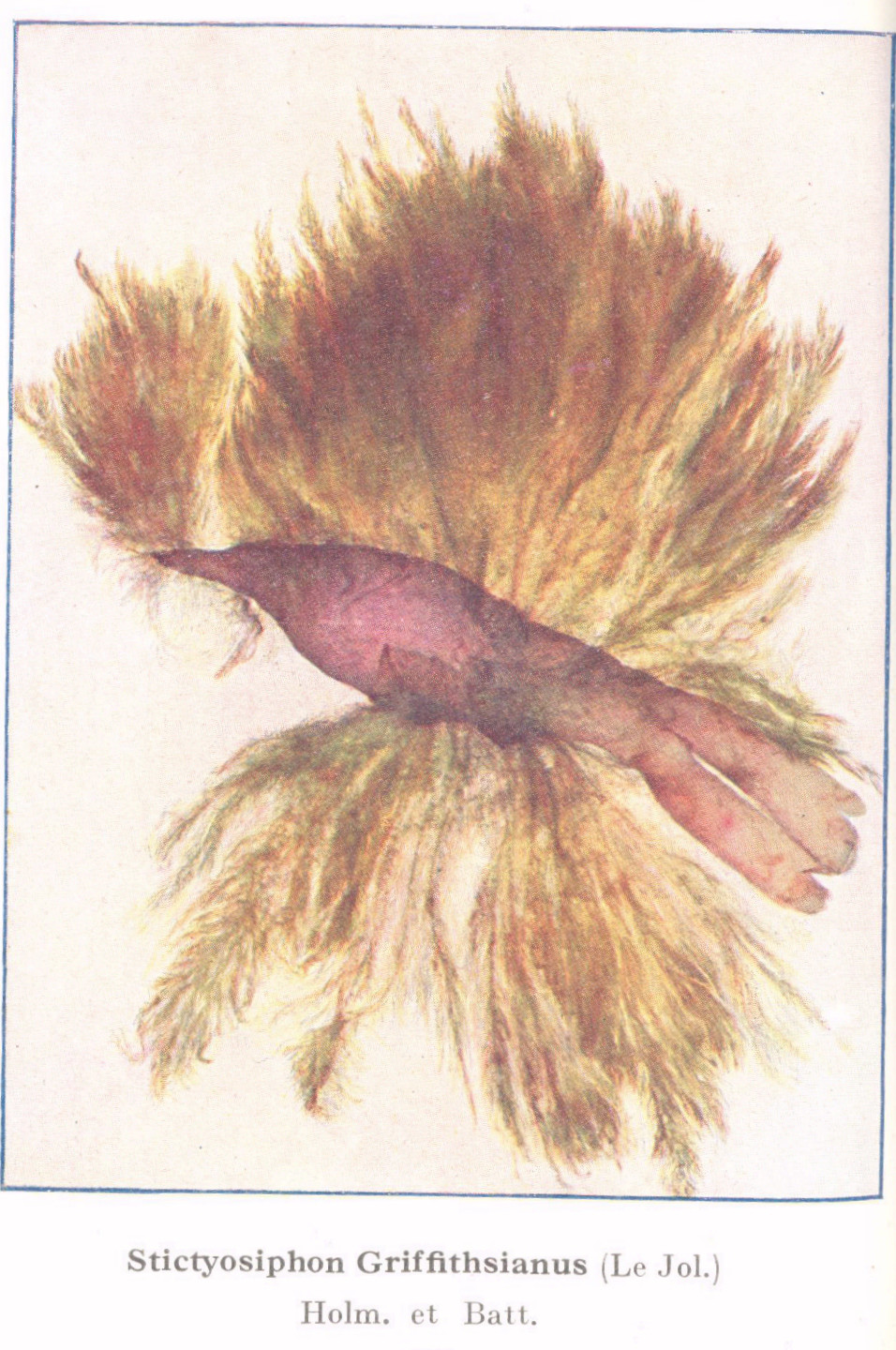
Stictyosiphon griffithsianus
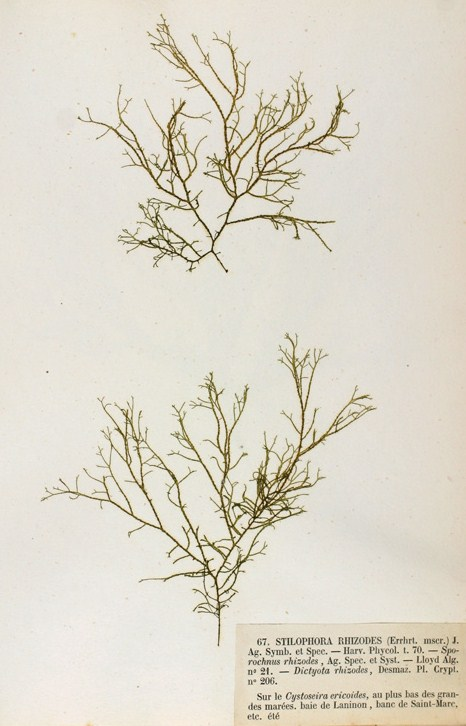
Stilophora tenella, planche de l'herbier des frères Crouan (Pierre-Louis et Hippolyte-Marie).
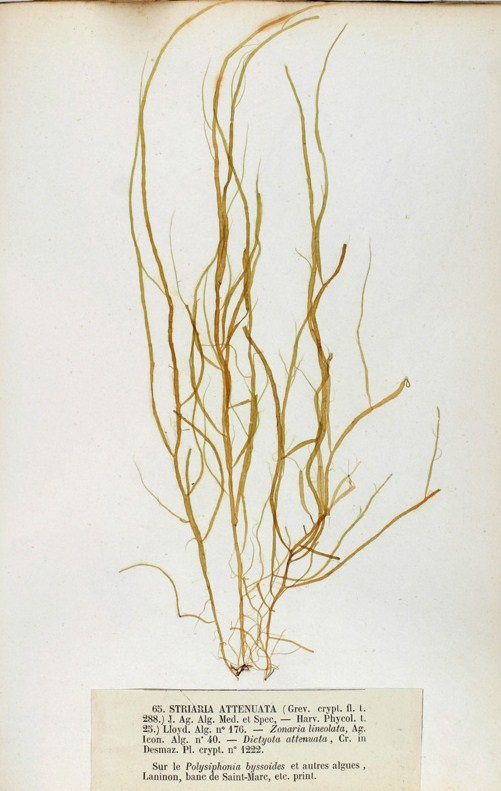
Striaria attenuata, planche de l'herbier des frères Crouan (Pierre-Louis et Hippolyte-Marie).
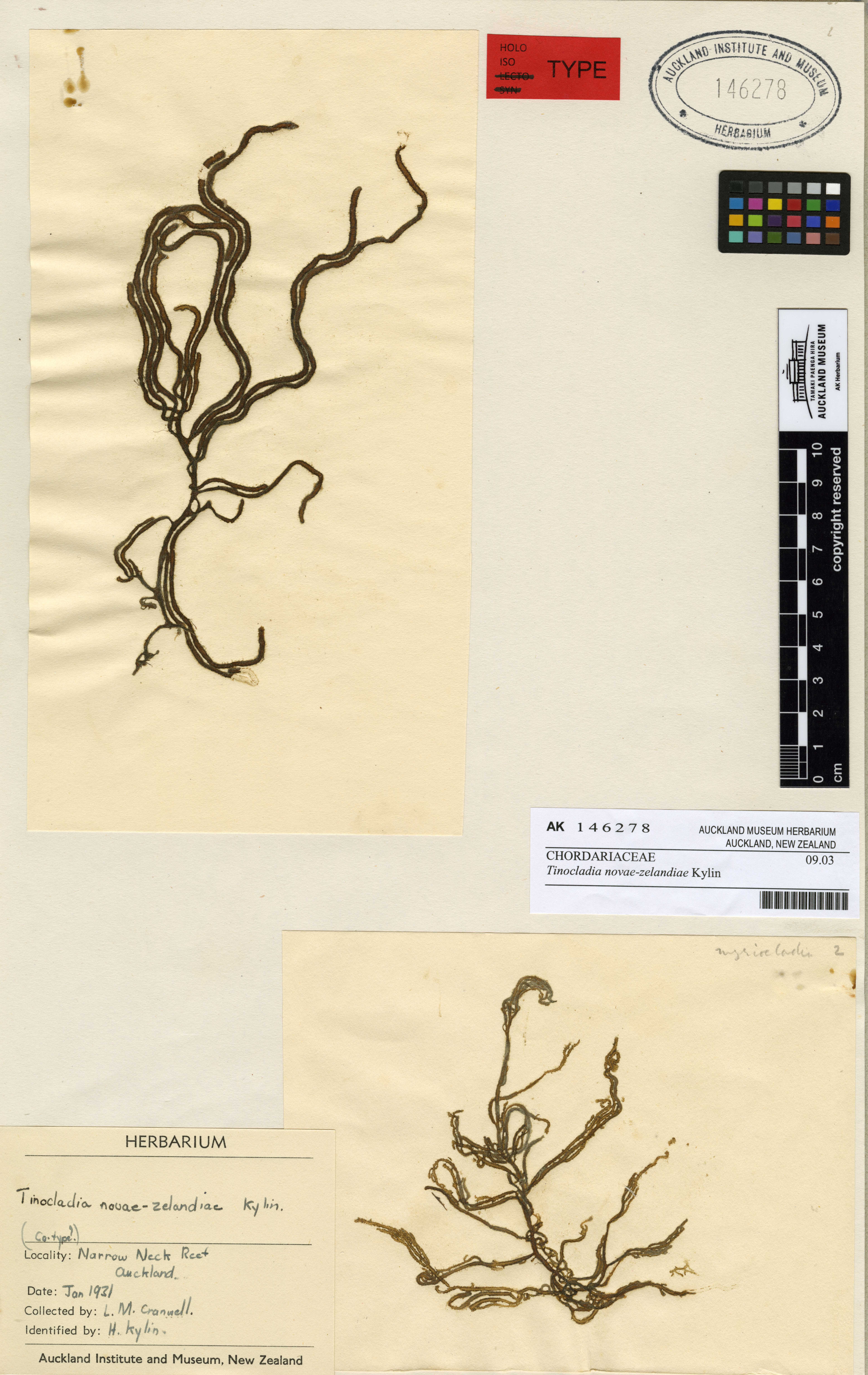
Tinocladia novae-zelandiae, planche de l'herbier du Musée du mémorial de guerre d'Auckland.